# Президентські вибори в Румунії 2009

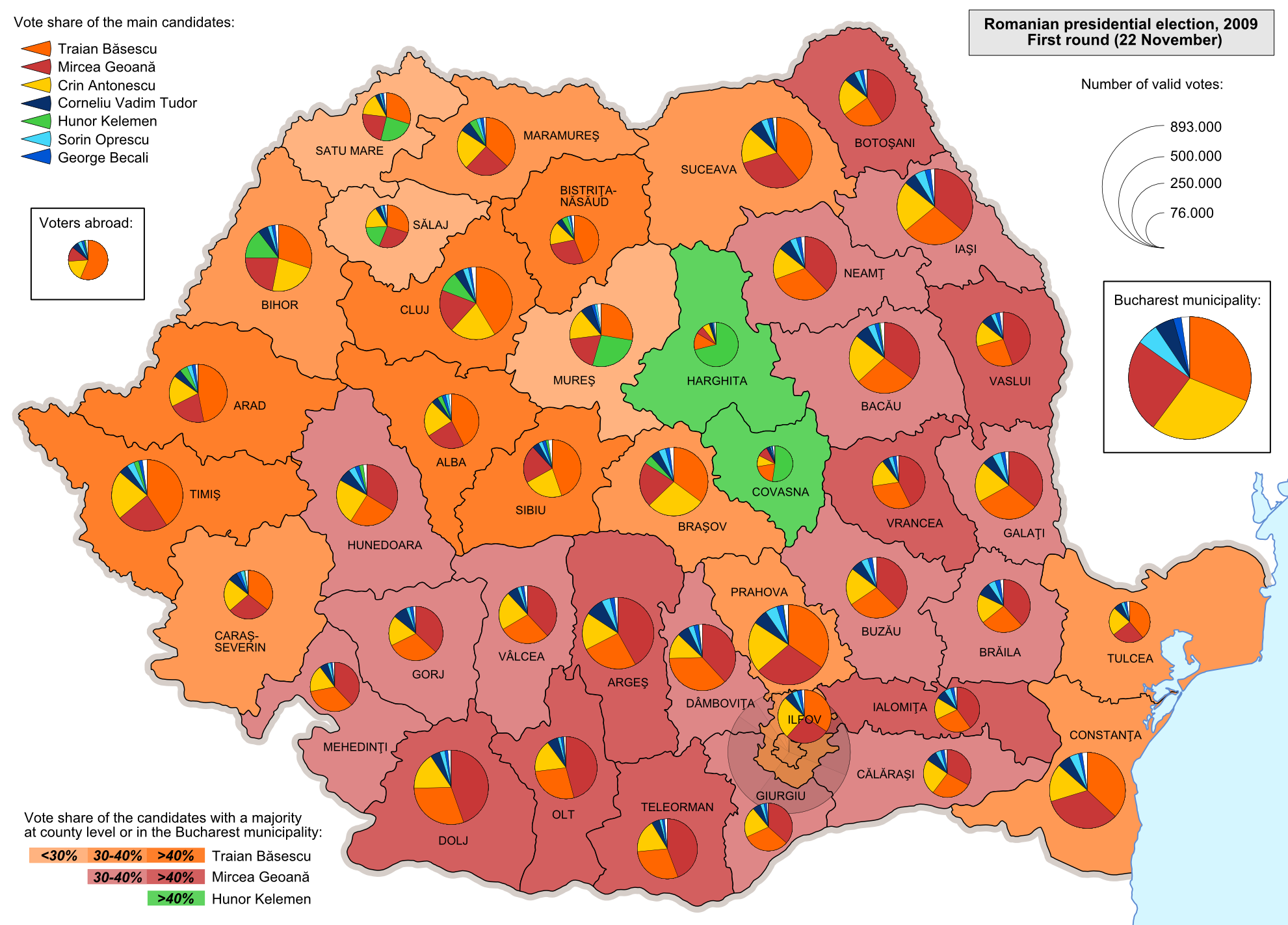
Результати першого туру голосування по округах і в муніципалітеті Бухарест

Президентські вибори пройшли в Румунії 22 листопада 2009 року. Другий тур відбувся 6 грудня.

## Кандидати
- Траян Бесеску — колишній президент. Незалежний кандидат, підтримуваний Демократичною ліберальною партією.
- Мірча Джоане — голова Сенату, колишній міністр закордонних справ (Соціал-демократична партія)
- Крін Антонеску — колишній міністр у справах молоді та спорту (Національна ліберальна партія)
- Корнеліу Тудор — лідер партії Велика Румунія
- Хунор Келемен — депутат від угорської громади (Демократичний союз угорців Румунії)
- Джеордже Бекалі
- Сорін Опреску — мер Бухареста
- Георге-Едуард Маноле
- Костянтин Ротару
- Овідіу-Крістіан Яні
- Костянтин-Нінель Потирке
- Ремус Черніїв

## Результати

### 1 тур
Лідери отримали наступну кількість голосів виборців:
- Бесеску — 3,148,124 (32.42)
- Джоане — 3,026,604 (31.17)
- Антонеску — 1,943,992 (20.02)
- Тудор — 539,721 (5.55)
- Келемен — 372,732 (3.83)

Траян Бесеску (32%) і Мірча Джоане (31%) вийшли у другий тур виборів.

### 2 тур
З мінімальною перевагою в 1% голосів на виборах переміг чинний президент Траян Бесеску.